# Оверлло, Павел
Павел Оверлло (пол. Paweł Owerłło; 15 сентября 1869, Варшава — 27 апреля 1957, там же) — польский актёр театра и кино, режиссёр.

## Биография
С 1882 года учился в школе балета и игре на скрипке. В 1892 году окончил студию дикции и декламирования при Варшавском музыкальном обществе.
В 1892—1924 годах играл на сцене варшавского театра «Розмаитосьци», с 1924 года — актёр и режиссёр варшавского Национального театра.
За период с 1912 по 1939 год сыграл более, чем в 45 фильмах.

## Избранная фильмография
- 1926 — О чём не думают / O czym się nie myśli
- 1926 — Прокажённая / Trędowata
- 1927 — Земля обетованная / Ziemia obiecana
- 1928 — Тайна древнего рода / Tajemnica starego rodu
- 1928 — Пан Тадеуш / Pan Tadeusz
- 1929 — Под флагом любви / Pod banderą miłości
- 1930 — Культ тела / Kult ciała
- 1930 — Корыстная любовь / Niebezpieczny romans
- 1932 — Безымянные герои / Bezimienni bohaterowie
- 1932 — Голос пустыни / Sound of the Desert
- 1932 — Год 1914 / Rok 1914
- 1933 — Прокурор Алиция Горн / Prokurator Alicja Horn
- 1933 — Приговор жизни / Wyrok życia
- 1933 — История греха / Dzieje grzechu
- 1934 — Чем мой муж занят ночью? / Co mój mąż robi w nocy
- 1934 — Влюблён, любит, уважает / Love, Cherish, Respect
- 1934 — Молодой лес / Młody las
- 1934 — Разве Люцина девушка? / Czy Lucyna to dziewczyna?
- 1935 — Рапсодия Балтики / Rapsodia Bałtyku
- 1937 — Солгавшая / Skłamałam
- 1937 — Пламенные сердца / Płomienne serca
- 1938 — Вторая молодость / Druga młodość
- 1938 — Профессор Вилчур / Profesor Wilczur
- 1938 — Мои родители разводятся / Moi rodzice rozwodzą się
- 1938 — Без вины виноватые / Za winy niepopełnione
- 1939 — Ложь Кристины / Kłamstwo Krystyny